# Szimmetrikus hatványösszeg-polinom
A matematikában, azon belül a kommutatív algebrában a szimmetrikus hatványösszeg-polinomok a szimmetrikus polinomok egyfajta alapvető építőkövei, abban az értelemben, hogy minden racionális együtthatós szimmetrikus polinom felírható szimmetrikus hatványösszeg-polinomok racionális együtthatós polinomjaként. Azonban nem minden egész együtthatós szimmetrikus polinomot kaphatunk meg szimmetrikus hatványösszeg-polinomok szorzatainak egész együtthatós kombinációjaként. Ezek ugyanis a racionálisok" felett alkotnak generátorhalmazt, nem pedig az egészek felett.

## Definíció
Jelöljük pk-val az x1, ..., xn változók k-adik szimmetrikus hatványösszeg-polinomját, amely minden k = 0, 1, 2, ... esetén az n változó k-adik hatványainak összege. Formálisan:
{\displaystyle p_{k}(x_{1},x_{2},\dots ,x_{n})=\sum _{i=1}^{n}x_{i}^{k}\,.}
Az első néhány polinom:
{\displaystyle p_{0}(x_{1},x_{2},\dots ,x_{n})=n,}
{\displaystyle p_{1}(x_{1},x_{2},\dots ,x_{n})=x_{1}+x_{2}+\cdots +x_{n}\,,}
{\displaystyle p_{2}(x_{1},x_{2},\dots ,x_{n})=x_{1}^{2}+x_{2}^{2}+\cdots +x_{n}^{2}\,,}
{\displaystyle p_{3}(x_{1},x_{2},\dots ,x_{n})=x_{1}^{3}+x_{2}^{3}+\cdots +x_{n}^{3}\,.}
Így minden nemnegatív egész k-hoz létezik pontosan egy szimmetrikus hatványösszeg-polinom, amely k-adfokú és n változós.
A szimmetrikus hatványösszeg-polinomok szorzatának lineáris kombinációi által előállított polinomgyűrű kommutatív gyűrű.

## Példák
Az alábbiakban láthatunk néhány szimmetrikus hatványösszeg-polinomot konkrét értékekre kiszámolva:
1) n = 1, k = 1:
{\displaystyle p_{1}=x_{1}\,.}
2) n = 2, k = 1, 2:
{\displaystyle p_{1}=x_{1}+x_{2}\,,}
{\displaystyle p_{2}=x_{1}^{2}+x_{2}^{2}\,.}
3) n = 3, k = 1, 2, 3:
{\displaystyle p_{1}=x_{1}+x_{2}+x_{3}\,,}
{\displaystyle p_{2}=x_{1}^{2}+x_{2}^{2}+x_{3}^{2}\,,}
{\displaystyle p_{3}=x_{1}^{3}+x_{2}^{3}+x_{3}^{3}\,,}

## Tulajdonságok
Az n változós 1, 2, ..., n-edfokú szimmetrikus hatványösszeg-polinomok halmaza generálja az n-edfokú szimmetrikus polinomok gyűrűjét. Másként:
Tétel. A racionális együtthatójú szimmetrikus polinomok gyűrűje egyenlő a {\displaystyle \mathbb {Q} [p_{1},\ldots ,p_{n}].} racionális polinomgyűrűvel. Hasonlóan teljesül ez akkor is, ha az együtthatókat bármely nem nulla karakterisztikájú testből vesszük.
Ugyanakkor ez nem igaz, ha az együtthatóknak egészeknek kell lenni. Például ha n = 2, akkor a
{\displaystyle P(x_{1},x_{2})=x_{1}^{2}x_{2}+x_{1}x_{2}^{2}+x_{1}x_{2}}
szimmetrikus polinomnak az alábbi felírásában tört együtthatók jelennek meg:
{\displaystyle P(x_{1},x_{2})={\frac {p_{1}^{3}-p_{1}p_{2}}{2}}+{\frac {p_{1}^{2}-p_{2}}{2}}}.
A tétel szerint ez az egyetlen lehetőség a {\displaystyle P(x_{1},x_{2})} polinom p1-gyel és p2-vel való kifejezésére. Következésképpen P nem tartozik a {\displaystyle \mathbb {Z} [p_{1},\ldots ,p_{n}]} polinomgyűrűbe. Másik példa az elemi szimmetrikus polinomok - ek - kifejezése a hatványösszeg-polinomok polinomjaként, ekkor nem mindegyiknek lesznek egész együtthatói, például
{\displaystyle e_{2}:=\sum _{1\leq i<j\leq n}x_{i}x_{j}={\frac {p_{1}^{2}-p_{2}}{2}}\,.}
A tétel szintén nem lesz igaz, ha a test karakterisztikája nullától különböző. Például ha az F test karakterisztikája 2, akkor {\displaystyle p_{2}=p_{1}^{2}}, úgyhogy p1 és p2 nem tudják előállítani e2 = x1x2-t.
A tétel részleges bizonyításának vázlata: A Newton-féle azonosságoknál a hatványösszegek az elemi szimmetrikus polinomok függvényei; ezt a következő rekurzióból kapjuk meg, bár a hatványösszegeket megadó explicit függvény az ej-re nézve bonyolult (lásd Newton-féle azonosságok):
{\displaystyle p_{n}=\sum _{j=1}^{n}(-1)^{j-1}e_{j}p_{n-j}\,.}
Átírva ugyanezen rekurziót megkapjuk az elemi szimmetrikus polinomokat a hatványösszeg-polinomokkal kifejezve (szintén implicte, az explicit képlet bonyolultsága miatt):
{\displaystyle e_{n}={\frac {1}{n}}\sum _{j=1}^{n}(-1)^{j-1}e_{n-j}p_{j}\,.}
Ebből következik, hogy az elemi szimmetrikus polinomok racionális, bár nem egész együtthatós lineáris kombinációi az 1, ..., n-edfokú hatványösszeg-polinomoknak. Mivel az elemi szimmetrikus polinomok egy testből vett együtthatójú szimmetrikus polinomok egy bázisát alkotják, minden n változós szimmetrikus polinom egy {\displaystyle f(p_{1},\ldots ,p_{n})} polinomfüggvénye a p1, ..., pn hatványösszeg-polinomoknak. Tehát a szimmetrikus polinomok gyűrűjét tartalmazza a hatványösszeg-polinomok által generált gyűrű, {\displaystyle \mathbb {Q} [p_{1},\ldots ,p_{n}].}. Mivel minden hatványösszeg-polinom szimmetrikus, a két gyűrű egyenlő.
(Ez nem bizonyítja azt, hogy az f polinom egyértelmű.)